# Білоруський державний аграрний технічний університет
Білоруський державний аграрний технічний університет — вищий навчальний заклад у столиці Білорусі. 2007 року на Міжнародній корпорації соціального співробітництва «Європейська Асоціація Бізнесу» (Оксфорд, Велика Британія) отримав нагороду «Найкраще підприємство Європи як інноваційний, конкурентоспроможний, перспективний, провідний заклад освіти Республіки Білорусь»

## Факультети
- Агромеханічний факультет
- Агроенергетичний факультет
- Інженерно-технологічний факультет
- Технічний сервіс в АПК
- Факультет підприємництва та управління
- Факультет механізації (заочний)
- Факультет електрифікації (заочний)

## Історія
1954 року було створено Білоруський інститут механізації та електрифікації сільського господарства, директором інституту був призначений вчений в галузі організації й технології ремонтно-обслуговувального виробництва в АПК, доктор технічних наук Віктор Павлович Суслов (1954–1959);
1955 року утворено факультет механізації сільського господарства (декан — кандидат технічних наук, доцент Ларіонов);
1956 — відкрито аспірантуру та заочне відділення;
1957 рік — інститут перейменовано на Білоруський інститут механізації сільського господарства (БІМСГ), створено факультет електрифікації сільського господарства (декан — кандидат технічних наук Дойніков);
1959 року Білоруський інститут механізації сільського господарства очолив вчений у галузі сільськогосподарського машинобудування, кандидат технічних наук Горін (1959–1968);
1963 року було вперше зараховано іноземних студентів;
1965 — відкрито факультет суспільних професій;
1966 рік — створено факультет організації й технології ремонту сільськогосподарських машин (декан — кандидат технічних наук Сидоренко);
1968 року ректором було призначено Заслуженого працівника сільського господарства, кандидата технічних наук Селицького (1968–1977);
1970 року в інституті почали готувати інженерів за 5 спеціалізаціями: «Механізація землеробства», «Механізація тваринництва», «Застосування електроенергії в сільському господарстві», «Електропостачання в сільському господарстві», «Організація й технологія ремонту сільськогосподарських машин».
1974 рік — за 20 років зведено головний корпус, 2 навчально-лабораторних корпуси, 7 гуртожитків, навчально-ремонтна майстерня, їдальня на 500 посадочних місць і гараж, здано в експлуатацію спортивний корпус;
1977 року інститут очолив Заслужений діяч науки БРСР, вчений у галузі теорії та проектування дорожніх меліоративних та сільськогосподарських машин, доктор технічних наук Скотников (1977–1988);
1978 року розпочав роботу факультет автоматизації сільськогосподарського виробництва (ліквідований 1987 року);
1979 рік — відкрито інженерно-педагогічний факультет за спеціальністю «Сільське господарство» (декан — кандидат технічних наук Бесчастнов) (ліквідовано 1987 року);
1987 — інститут став переможцем Всесоюзного соціалістичного змагання, вручено перехідний Червоний прапор ЦК КПРС, Ради міністрів СРСР, ВЦСПС та ЦК ВЛКСМ;
Наступного року Білоруський інститут механізації сільського господарства очолив Заслужений працівник освіти Республіки Білорусь, академік НАН Білорусі, почесний професор БДАТУ, доктор технічних наук Герасимович (1988–2003);
1992 року інститут реформовано в Білоруський агарний технічний університет, 2000 року офіційна назва — Заклад освіти «Білоруський державний аграрний технічний університет»;
1994 рік — відкрито факультет довузівської підготовки та професійної орієнтації молоді;
1996 — створено факультет підприємництва й управління (декан — кандидат технічних наук, доцент Степанцов);
1997 року у зв'язку з новими умовами функціонування відбулось перейменування факультетів університету: механізації — на механіко-технологічний (з 1998 р. — агромеханічний), електрифікації — на агроенергетичний, гуманітаризації — на гуманітарно-екологічний.
2000 рік — відкрито факультет технічного сервісу в АПК (декан — доктор технічних наук, професор Володимир Петрович Міклуш);
2002 — факультет підвищення кваліфікації перейменовано на факультет підвищення кваліфікації та перепідготовки кадрів (пізніше перетворено на Інститут підвищення кваліфікації та перепідготовки кадрів АПК);
2004 — БДАТУ нагороджено Почесною грамотою Ради міністрів Республіки Білорусь у зв'язку з 50-річчям з дня створення;
2008 року — на 4-й Міжнародній асамблеї якості в Москві БДАТУ отримав «Золотий сертифікат якості», а також права використання символіки Всесвітньої програми просування якості.
28 лютого 2013 року доктор технічних наук, професор, лауреат Державної премії Республіки Білорусь Іван Миколайович Шило призначений на посаду ректора Білоруського державного аграрного технічного університету.